# 鬼としみちゃむ
鬼としみちゃむ（おにとしみちゃむ）は、吉本興業に所属する日本のお笑いコンビ。主によしもと漫才劇場で活動している。

## メンバー
鬼沢さん（きざわさん、1985年10月22日 - ）
ボケ・ネタ作り担当。
本名は、木澤 建太（きざわ けんた）。香川県出身。既婚者。
ロン毛で、ネタ中では不気味に笑う気持ち悪いキャラを演じている。
現在のコンビ以前は甲斐隼人との「サーフィンズ」、同期の木村浩章との「メトロクラフト」といったコンビで活動。メトロクラフト時代はM-1グランプリ2010にて準々決勝まで進出（予選第66位）。前コンビではツッコミ担当であった。
アニメが大好き。
EGO-WRAPPIN'ファンで、出囃子にも楽曲「くちばしにチェリー」を使用している。

しみちゃむ（1988年12月8日 - ）
ツッコミ担当。
本名は、清水 卓哉（しみず たくや）。大阪府出身。帝塚山大学中退。既婚者。
かつては同期の本多スイミングスクールとのコンビ「無限インフィニティ」などを組んでいた。
2023年、松竹芸能所属のプロレスラー・ぽっぽtheハーミット（元ドキドキ☆純情ガールズ、現・いちご女子プロレス）との結婚を公式SNSで発表した。
アメコミ好きを公言しており、芸人仲間とアメコミを語るライブなどを開催したりしている。
ラップを得意とし、芸人仲間らとラップ集団「割り勘ボーイズ」を結成。
相方・鬼沢さんより3年後輩のため、ネタ中は基本敬語を使っている。

## 概要
互いに組んでいたコンビを解散し、ピン芸人として活動していた両者が2017年にコンビ結成。同年11月に"次世代のモンスター芸人"を発掘するための大会「タウンワークプレゼンツ『BAKE-MON』」にて決勝進出を果たす。さらに結成した翌年の2018年には、「おもしろ荘2018夏」最終オーディションに選出され、同年よしもと漫才劇場への所属が決まった。M-1グランプリには結成してから毎年参加しており、2020・2022では準々決勝に進出。2023年には初めて準決勝まで進出した。さらに、マイナビラフターナイトでは2023年4月に月間チャンピオンへ輝き、チャンピオンLIVEに出場した。

## 出囃子
- EGO-WRAPPIN'「くちばしにチェリー」

## 賞レース成績

### M-1グランプリ
| 年（回）         | 結果         | 会場               | 日時       | 備考           |
| ---------------- | ------------ | ------------------ | ---------- | -------------- |
| 2017年（第13回） | 2回戦進出    | 大丸心斎橋劇場     | 2017/10/11 |                |
| 2018年（第14回） | 3回戦進出    | よしもと祇園花月   | 2018/10/24 |                |
| 2019年（第15回） | 3回戦進出    | ルミネtheよしもと  | 2019/11/08 |                |
| 2020年（第16回） | 準々決勝進出 | なんばグランド花月 | 2020/11/16 | 1回戦3位通過   |
| 2021年（第17回） | 3回戦進出    | よしもと祇園花月   | 2021/10/27 |                |
| 2022年（第18回） | 準々決勝進出 | なんばグランド花月 | 2022/11/15 |                |
| 2023年（第19回） | 準決勝進出   | NEW PIER HALL      | 2023/12/7  | 敗者復活戦出場 |
| 2024年（第20回） | 準々決勝進出 | なんばグランド花月 | 2024/11/20 |                |

### その他
- 2018年 おもしろ荘2018夏 最終オーディション進出
- 2020年 ロフトプラスワンウエスト演芸カーニバル 2020 決勝進出
- 2021年 ロフトプラスワンウエスト演芸カーニバル 2021 決勝進出
- 2023年 マイナビ Laughter Night 月間チャンピオン

## 出演

### テレビ
- さや香・ラニーノーズ・ネイビーズアフロのバツウケテイナーR（サンテレビ）
- ロザンのクイズの神様（関西テレビ）
- 千原ジュニアの座王（関西テレビ）
- ネタパレ（フジテレビ）
- なるみ・岡村の過ぎるTV（ABCテレビ）※しみちゃむのみ
- 有吉の壁（日本テレビ）

### ラジオ
- マイナビ Laughter Night (TBSラジオ)